# ريان لوي
ريان لوي (بالإنجليزية: Ryan Lowe)‏ (و. 1978  م) هو لاعب كرة قدم، من المملكة المتحدة، ولد في ليفربول، يلعب كمهاجم.

## روابط خارجية
- ريان لوي على موقع قاعدة بيانات كرة القدم.إي يو (الإنجليزية)
- ريان لوي على موقع Soccerbase.com (لاعب) (الإنجليزية)